# アイザック (企業)
株式会社アイザック（IZAK CO.,LTD.）は、富山県魚津市に本社を置き産業廃棄物処理やリサイクル、段ボール製品の製造・販売を行う企業である。

## 事業
- 環境関連事業（産業廃棄物処理やリサイクルなど）
- パッケージ事業（段ボールの開発、製造、販売）

## 沿革
- 1953年（昭和28年）4月25日 - 創業者石崎由夫が、家業であった造船業から木箱製造業へと業態転換し、石﨑製函所（いしざきせいかんじょ）として創業[1]。吉田工業（現・YKK）の吉田久松からファスナー輸送用の木箱の製造を持ち掛けられたことがきっかけであった[2]。
- 1963年（昭和38年）7月2日 - 資本金150万円にて有限会社旭ダンボール工業所（あさひダンボールこうぎょうじょ）として魚津市大光寺坊丸1782-9にて設立。各種包装品の印刷、加工、製造を開始[1]。
- 1964年（昭和39年）4月 - 旧工場が大雨による川の増水で床下浸水したのをきっかけに、現在地である[3]魚津市大海寺野村に工場を新築移転[1]。
- 1970年（昭和45年）
  - 6月 - サッシ部を設置。ビルサッシの製造販売とYKKハイサッシの加工請負を開始[1]。
  - 6月15日 - 株式会社に組織変更し。社名を石﨑産業株式会社（いしざきさんぎょう）に変更[1]。
- 1973年（昭和48年） - 産業廃棄物委託処理工場（富山工場）を富山市米田地区に新設[4]。
- 1980年（昭和55年）5月2日 - 魚津市大海寺新4196番地にアルミサッシ工場が落成[4]。
- 1983年（昭和58年）7月 - 本社事務所を新築落成[4]。
- 1984年（昭和59年）7月 - 富山県滑川市に段ボール事業部の滑川工場第1期工事の製函工場完成[5]。
- 1986年（昭和61年）9月 - 富山県滑川市に滑川工場第2期工事完成。段ボール事業部（パッケージ事業部）滑川工場を新設の滑川工場移転完了[5]。
- 1987年（昭和62年）3月 - 建材事業部、大海寺野新より本社敷地内に移転[5]。
- 1991年（平成3年）5月 - CI導入。ブランドネーム（アイザック、I/ZAK）、企業スローガン「いつも感動と交信したい」、シンボルマーク等を新設。同月、商標を『ISK』から『IZAK』に変更[6]。
- 1993年（平成5年）1月- 中部運輸局において日本産業規格（JIS）許可工場認定書取得。アルミ建材事業部JIS表示許可工場となる[6]。
- 1994年（平成6年）
  - 1月 - 栃木県下都賀郡野木町にパッケージ事業部および関東事業本部の野木工場が建設着工し、同年9月竣工し、10月稼働開始[6]。
  - 7月 - 本社事務所が新築落成[6]。
- 1998年（平成10年）10月30日 - 新社屋が完成[7]。
- 1999年（平成11年）7月 - 県道拡幅に伴い、住宅用建材工場および本社事務所を改修[7]。
- 2001年（平成13年）
  - 環境事業本部でISO14001を取得[7]。
  - パッケージ事業本部でISO9001を取得[7]。
- 2011年（平成23年） - 富山市に同年7月オープンの富山市屋内競技場の命名権を取得、「アイザックスポーツドーム」の愛称が付けられる。
- 2012年（平成24年）7月24日 - 社名を株式会社アイザックに変更[8]。
- 2015年（平成27年） - 関連会社「株式会社アイザックホールディングス」設立。
- 2018年（平成30年）4月7日 - 富山県富山市の本部工場の隣に足湯とカフェを備えた公園「ピエ・パルク」オープン[9]。

## 事業所
- 本社（富山県魚津市）
- 環境事業本部（富山市）
- パッケージ事業本部（富山県滑川市、栃木県下都賀郡野木町）
- 事業所（兵庫、大阪、埼玉）
- 支店（東京・大阪）
- 営業所（新潟・長野・名古屋・滋賀・北関東）

## グループ企業
- 株式会社アイザックホールディングス
- 株式会社アイザック・ユー
- 株式会社アイザック・オール
- 株式会社アイザック・トランスポート
- 株式会社アイザック・ビジネスパートナーズ
- 株式会社アイザックマネジメントサポート
- 富山グリーンフードリサイクル株式会社
- 株式会社エコ・マインド

## 関連施設
- リバーリトリート雅樂倶
- 樂翠亭美術館
- 小杉カントリークラブ
- ホテルグランミラージュ
- 小杉ほたるの里保育園